# Sam Moskowitz
Sam Moskowitz (* 30. Juni 1920 in Newark (New Jersey); † 15. April 1997 ebenda) war ein US-amerikanischer Science-Fiction-Autor und -Herausgeber.

## Leben
Sam Moskowitz wurde als Sohn russischer Einwanderer geboren und machte sich, beginnend in den frühen 1940er Jahren, einen Namen als literarischer Agent, Organisator, Chronist und Aktivist des Science-Fiction-Fandoms in den USA. Er schrieb zahlreiche Artikel und Aufsätze über das Genre, die in einer Reihe von Sammelbänden herausgegeben wurden, und schrieb selbst gelegentlich Erzählungen; seine erste Story The Way Back erschien 1941. Er war Mitbegründer der Science Fiction League, dem Konkurrenzklub der Futurians, und sorgte bei der ersten World Science Fiction Convention in New York City 1939 für einen Eklat, weil er mehreren Futurians den Zutritt verweigerte. Er war gemeinsam mit Hugo Gernsback Herausgeber des Magazins Science Fiction Plus, in dem u. a. Robert Bloch, Philip José Farmer, Chad Oliver und Clifford D. Simak publizierten. Das Magazin brachte auch die erste Veröffentlichung von Anne McCaffrey.
Er erhielt 1981 den Pilgrim Award der Science Fiction Research Association für seine zahlreichen Beiträge über die Geschichte des Genres. Seit 1988 vergibt die Organisation First Fandom den nach ihm benannten Sam Moskowitz Archive Award.
Langjähriges intensives Rauchen brachte ihm Krebs ein und eine Laryngektomie, dennoch hielt er mit Hilfe eines elektrischen Stimmgebers weiter Reden auf Conventions. Sam Moskowitz starb im Alter von 76 Jahren, eine Woche, nachdem er infolge eines schweren Herzinfarktes ins Koma gefallen war.

## Werke

### Sachbücher
- 1954: The Immortal Storm: A History of Science Fiction Fandom
- 1963: Explorers of the Infinite: Shapers of Science Fiction
- 1966: Seekers of Tomorrow: Masters of Modern Science Fiction
- 1968: Science Fiction by Gaslight: A History and Anthology of Science Fiction in the Popolar Magazines 1891-1911
- 1970: Under the Moons of Mars: A History and Anthology of 'The Scientific Romance' in the Minsey Magazines, 1912-1920
- 1976: Strange Horizons: The Spectrum of Science Fiction
- 1985: A. Merritt, Reflections in the Moon Pool: A Biography

### Anthologien
- 1954: Great Railroad Stories of the World
- 1963: The Coming of the Robots
- 1963: Exploring Other Worlds
- 1965: Great Spy Novels and Stories (mit Roger Elwood)
- 1965: Doorway Into Time and Other Stories From Modern Masterpieces of Science Fiction
- 1966: Strange Signposts: An Anthology of the Fantastic (mit Roger Elwood)
- 1967: The Human Zero and Other Science Fiction Masterpieces (mit Roger Elwood), dt. Der Robotspion: Berühmte SF-Stories, Heyne 1969
- 1967: Masterpieces of Science Fiction
- 1967: Masters of Modern Science Fiction
- 1968: Microcosmic God and Other Stories
- 1968: The Vortex Blasters and Other Stories From Modern Masterpieces of Science Fiction
- 1969: Alien Earth and Other Stories (mit Roger Elwood)
- 1969: Great Untold Stories of Fantasy and Horror (mit Alden H. Norton)
- 1970: Futures to Infinity, dt. Die Gesichter der Zukunft, Pabel 1973
- 1971: Ghostly by Gaslight: Fearful Tales of a Lost Era (mit Alden H. Norton)
- 1971: The Space Magicians (mit Alden H. Norton)
- 1971: Horrors Unknown: Newly Discovered Masterpieces by Great Names in Fantastic Terror
- 1972: When Women Rule
- 1973: Horrors in Hiding (mit Alden H. Norton)
- 1974: Horrors Unseen